# أعظم خان
أعظم خان (14 أغسطس 1948 - ) هو سياسي هندي، وهو أحد الأعضاء المؤسسين لحزب ساماجوادي وعضو في الجمعية التشريعية السابعة عشرة لأترا براديش الهندية. وكان أيضًا أكبر وزير في حكومة ولاية اوتار پرادش وكان عضوًا في الجمعية التشريعية لمدة تسع ولايات من رامبور.